# Bandungrejo (Karanganyar)
Bandungrejo is een bestuurslaag in het regentschap Demak van de provincie Midden-Java, Indonesië. Bandungrejo telt 3253 inwoners (volkstelling 2010).